# Pseudosaltator rufiventris
Pseudosaltator rufiventris là một loài chim trong họ Thraupidae.
Loài chim này được tìm thấy trong một số khu vực ở vùng Andes phía đông của miền nam Bolivia và cực bắc Argentina. Chúng hiện diện chủ yếu ở độ cao từ 3.000 m đến 4000 m. Môi trường sống của chúng là đất trống, trong đó có đất canh tác, có mảng cây bụi, cây tống quán sủ, hoặc cây Polylepis. Chúng bị đe dọa do mất môi trường sống.